# Lijst van Oekraïense autowegen

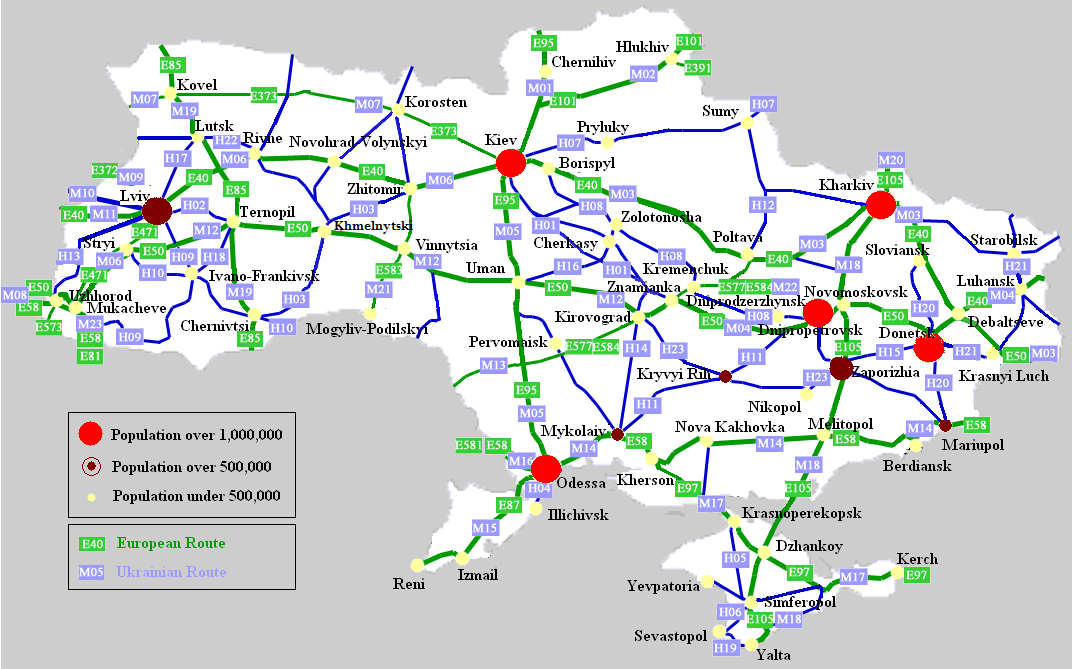
Overzichtskaart autowegen in Oekraïne

De autowegen in Oekraïne (Oekraïens: Avtomagistral of Avtoshljah) zijn de belangrijkste wegen binnen het wegennet van Oekraïne. Deze worden gekenmerkt doordat het wegnummer met het prefix 'M' of 'N' begint. De meeste autowegen hebben ook een E-nummer. 
Zoals in de meeste Europese voormalige Sovjetlanden heeft Oekraïne een eigen M-nummering ingevoerd, in tegenstelling tot de meeste Aziatische voormalige Sovjetlanden, die nog de Sovjetnummering hebben. De N-nummering is later ingevoerd.

## Hoofdwegen
De hoofdwegen hebben het prefix M en zijn over het algemeen van internationaal belang.
| Nummer | Route                                                                        | Lengte |
| ------ | ---------------------------------------------------------------------------- | ------ |
| M01    | Kiev - Tsjernihiv - Wit-Rusland (M8)                                         | 206 km |
| M02    | Kipti - Hloechiv - Rusland (M-3)                                             | 243 km |
| M03    | Kiev - Poltava - Charkov - Slovjansk - Krasny Loetsj - Rusland               | 844 km |
| M04    | Znamianka - Dnipro - Donetsk - Loehansk - Rusland (A-260)                    | 567 km |
| M05    | Kiev - Bila Tserkva - Odessa                                                 | 453 km |
| M06    | Kiev - Zjytomyr - Rivne - Lviv - Oezjhorod - Hongarije (Foút 4)              | 822 km |
| M07    | Kiev - Korosten - Kovel - Polen (DK12)                                       | 487 km |
| M08    | Oezjhorod - Slowakije (I/50)                                                 | 14 km  |
| M09    | Lviv - Rava Ruska - Polen (DK17)                                             | 63 km  |
| M10    | Lviv - Krakovets - Polen (DK4)                                               | 65 km  |
| M11    | Lviv - Horodok - Polen (DK28)                                                | 72 km  |
| M12    | Stryi - Ternopil - Chmelnytsky - Vinnitsja - Kropyvnytsky - Znamianka        | 747 km |
| M13    | Kropyvnytsky - Krasni Okny - Moldavië (M21)                                  | 254 km |
| M14    | Odessa - Mykolajiv - Cherson - Melitopol - Marioepol - Rusland (A-280)       | 624 km |
| M15    | Odessa - Reni - Moldavië (M3)                                                | 282 km |
| M16    | Odessa - Koetsjoerhan - Moldavië (M14)                                       | 59 km  |
| M17    | Cherson - Feodosija - Kertsj                                                 | 424 km |
| M18    | Charkov - Dnipro - Melitopol - Simferopol - Jalta                            | 683 km |
| M19    | Wit-Rusland (M12) - Kovel - Loetsk - Ternopil - Tsjernivtsi - Roemenië (DN2) | 504 km |
| M20    | Charkov - Kozatsja Lopan - Rusland (M-2)                                     | 29 km  |
| M21    | Zjytomyr - Vinnytsja - Mohyliv Podilski - Moldavië (R9)                      | 221 km |
| M22    | Poltava - Krementsjoek - Oleksandrija                                        | 187 km |
| M23    | Berehove - Velyka Kopanja                                                    | 50 km  |

## Nationale wegen
De nationale wegen hebben het prefix N en zijn over het algemeen van nationaal belang. Op de bewegwijzering verschijnt het prefix 'N' in het Cyrillisch als 'Н'.